# Більбо Торбин
Більбо Торбин, альтернативні переклади Більбо Злоткінс, Білбо Беґінз (англ. Bilbo Baggins) — гобіт, персонаж творів Дж. Р. Р. Толкіна. Головний герой казки «Гобіт» (1937), згадується також у трилогії «Володар перснів» (1954—1955). Дядько Фродо Торбина. Більбо є автором пригодницької повісті «Гобіт, або Туди і звідти» і перекладачем різноманітних творів із ельфійської мови (за легендою Толкіна, усі оповіді про Середзем'я є перекладами з вигаданого рукопису «Червона книга Західного рубежу»).

## Життєпис
За задумом автора, Більбо — це досить поважний гобіт із шанованої родини. Згодом утрачає свою репутацію через геть непристойні (як для поважного гобіта) заняття: подорожував, товаришував із ельфами та ґномами, писав вірші. Та сам він зрештою зовсім не шкодував про «втрачену» репутацію, тим паче, що його статки суттєво збагатилися привезеним із мандрів золотом.
Уперше Більбо з'являється в повісті «Гобіт, або Туди і звідти», у якій оповідається про те, як у 2941 році Т. Е. (Третьої Ери) Ґандальф Сірий умовив його разом із гуртом ґномів, під орудою Торіна Дубощита, узятися за звільнення Підгірного королівства в Ереборі, яке захопив дракон Смоґ. Під час того походу Більбо неодноразово виручав ґномів, що його найняли, рятуючи їх від вірної смерті та з тюремної неволі. Тоді ж він здобуває і свою зброю — меч Жало, який згодом віддає племіннику Фродо.

## Батьки Більбо
Бунґо Торбин — батько Більбо Торбина. Вельми поважний, консервативний гобіт із бездоганною репутацією, цілковито позбавлений яких-небудь чуднот і дивацтв. Побіжно згаданий у книзі «Гобіт, або Туди і звідти». Був одружений із Беладонною Тук, яка походила з менш шанованої, але більш заможної родини.
Беладонна Торбин, до шлюбу Тук — мати Більбо Торбина, дружина Бунґо. Перша згадка про неї присутня в книзі «Гобіт, або Туди і звідти». Беладонна Тук — одна з трьох дочок Старого Тука, глави гобітів, які жили по той бік Води, що робить Більбо дальнім родичем Переґріна Тука. Ґандальф особливо згадує про неї, протиставляючи її саму Більбо, який дуже схожий на свого шанованого батечка. Банґо збудував для неї (частково на її ж гроші) найрозкішнішу нору, у якій вона залишалася до кінця своїх днів, і в якій згодом жив Більбо.
Часто згадується, що Більбо був доволі схожий на батька, однак від матері успадкував приховану схильність до авантюр, яка раптово спалахувала в ньому час від часу. Розповідається, що в Більбо були «торбинівська» й «туківська» риси характеру, перша — респектабельна, консервативна, яка не любить новизни й узагалі якихось подій і пригод, друга — активна, авантюрна та поетична.

## Вірші й пісні, написані Більбо
- Похідна пісня / «A Walking Song»
- Справжнє золото не блищить / «All that is gold does not glitter»
- Як Місячний дід засидівся /«The Man in the Moon Stayed Up Too Late»
- Дорога в даль біжить / «The Road Goes Ever On»